# Thesium bavarum
Thesium bavarum là một loài thực vật có hoa trong họ Santalaceae. Loài này được Schrank miêu tả khoa học đầu tiên năm 1786.